# Kobbegem
Kobbegem är en ort i Belgien.   Den ligger i provinsen Flamländska Brabant och regionen Flandern, i den centrala delen av landet, 9 km nordväst om huvudstaden Bryssel. Kobbegem ligger 60 meter över havet och antalet invånare är 805.
Terrängen runt Kobbegem är platt. Runt Kobbegem är det mycket tätbefolkat, med 8 045 invånare per kvadratkilometer.. Närmaste större samhälle är Bryssel, 9,3 km sydost om Kobbegem. 
Runt Kobbegem är det i huvudsak tätbebyggt.